# The Stray Gators
The Stray Gators waren de muzikanten Jack Nitzsche (piano), Ben Keith (steelgitaar), Tim Drummond (basgitaar) en Kenny Buttrey (drums). In deze formatie ondersteunden zij in 1972 Neil Young op zijn album Harvest, waarvoor Nitzsche ook twee nummers produceerde ("A man needs a maid" en "There's a world"). Na dit album speelden ze mee op de single "War song" van Young en Graham Nash, en ook tijdens de sessies van Journey through the past. In 1973 begeleidden zij Young ook op de Time Fades Away-tournee. De groep viel uit elkaar toen Young een abrupt einde maakte aan de tournee, maar individueel bleven zij zijn werk ondersteunen.